# 겔로라 붕 카르노 스타디움
겔로라 붕 카르노 스타디움(인도네시아어: Stadion Gelora Bung Karno)은 인도네시아 자카르타에 위치한 다목적 경기장이다. 경기장 이름은 인도네시아의 초대 대통령을 지낸 수카르노를 기념하기 위해 붙여진 이름이다.
1962년 아시안 게임의 주경기장으로 선정되었으며 1960년 2월 8일에 착공하여 1962년 7월 21일에 완공했다. 개장 당시에는 100,800명을 수용할 수 있었지만 2007년 AFC 아시안컵을 앞두고 보수 공사를 진행하면서 88,083명으로 감축했다. 2007년 AFC 아시안컵 결승전 경기가 열렸고, 2018년 자카르타 아시안게임 주경기장으로 사용하기도 했다.

## 기록

### 2014 아시안 드림컵
| 날짜           | 팀 1          | 스코어 | 팀 2              | 라운드 |
| -------------- | ------------- | ------ | ----------------- | ------ |
| 2014년 6월 2일 | 박지성 프렌즈 | 2 - 3  | 인도네시아 올스타 |        |

## 사진

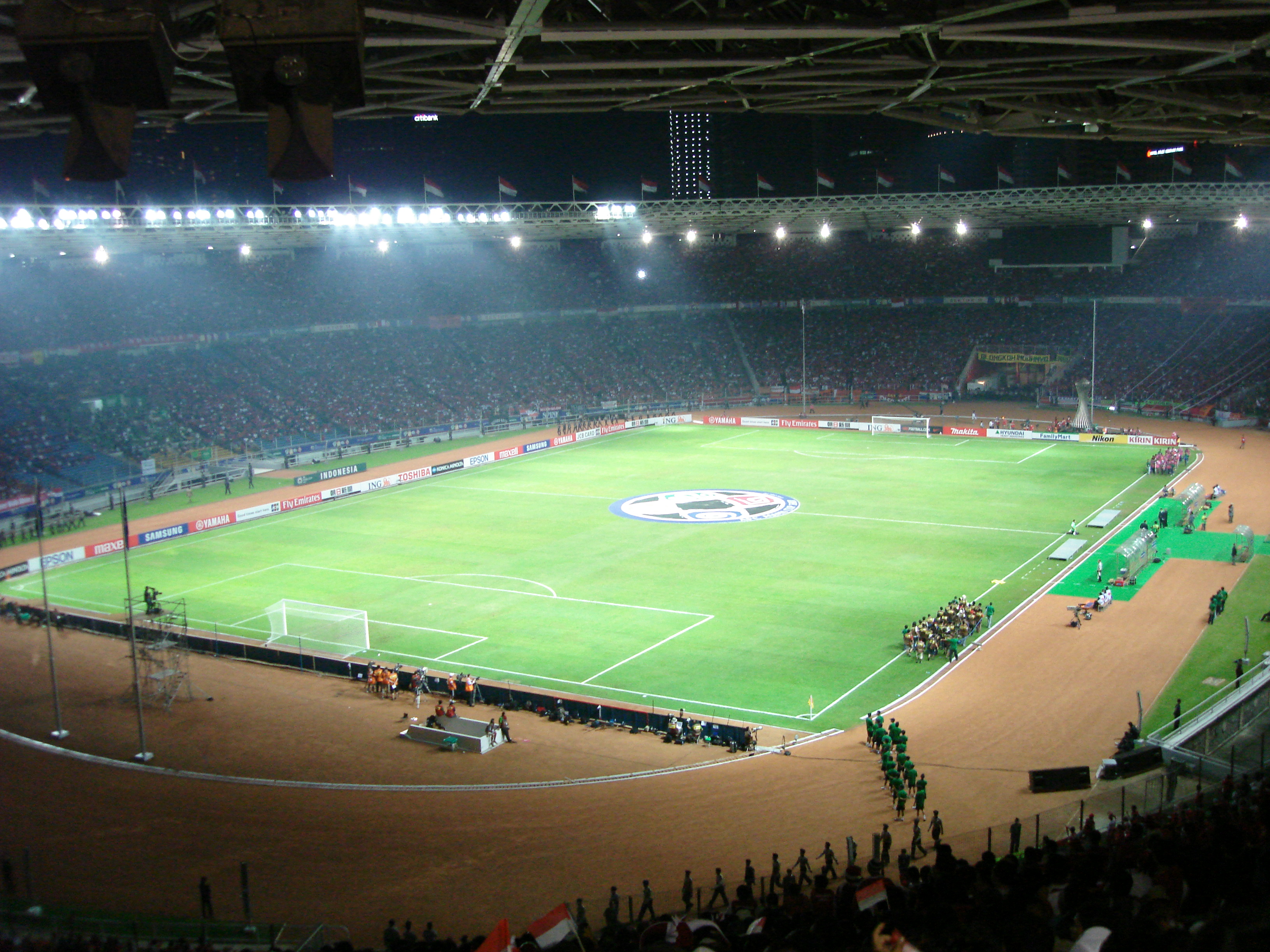
축구 경기가 열리고 있는 겔로라 붕 카르노 스타디움
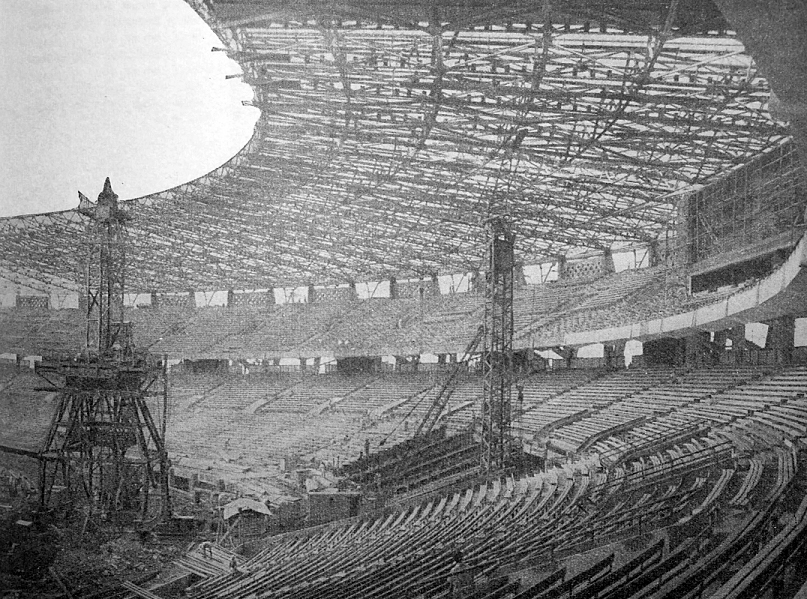
경기장 공사 당시의 모습 (1962년 4월)
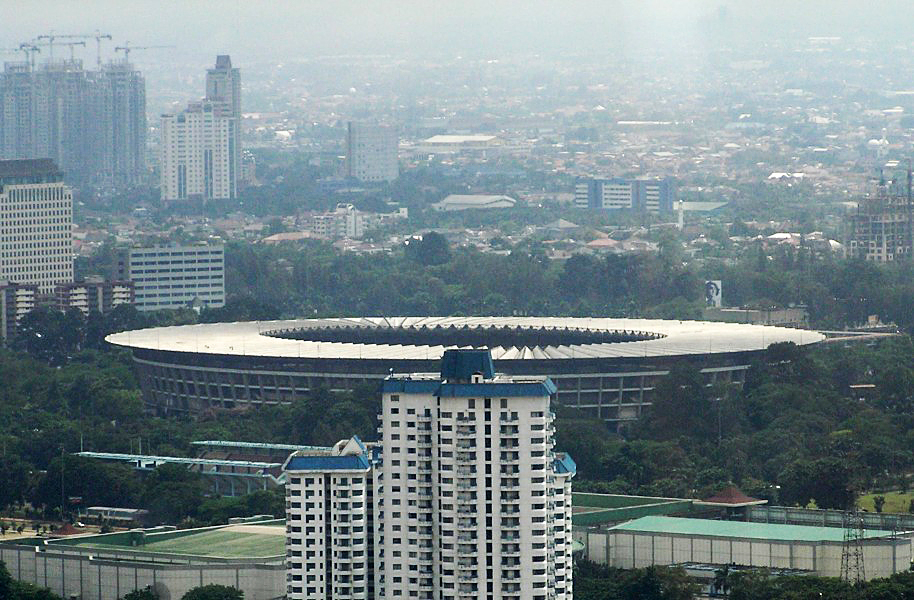
겔로라 붕 카르노 스타디움

## 같이 보기
- 겔로라 붕 카르노 스포츠단지
- 이스토라 겔로라 붕 카르노
- 패트리어트 찬드라바가 스타디움
- 자카르타 국제 엑스포
- 자카르타 컨벤션 센터